# Hanspeter Reimann
Hanspeter Reimann (* 1952 in Glarus) ist ein Schweizer Komponist, der seit 2008 in Brasilien in Indaiatuba lebt.

## Leben und Werk
Hanspeter Reimann studierte Klavier, Kontrapunkt und Komposition am Konservatorium Zürich. und erhielt 1979 sein Diplom im Fach Klavier. 1983 setzte er seine Studien in den Fachbereichen Jazz-Piano, Arrangieren und Komposition am Berklee College of Music in den USA fort. Er arbeitete als Klavierpädagoge an den Musikschulen Zürich und Brugg, von 1991 bis 2008 wirkte er als Musikschulleiter der Musikschule Brugg. Er war Mitgründer und musikalischer Leiter von AargauMusical und gründete 1989 zusammen mit Marcel Schweizer und Alois Wilhelm den Musikverlag Innovative Music, der heute von Marcel Schweizer geführt wird. Im Sommer 2008 wanderte Reimann nach Brasilien aus und wandte sich ganz dem Komponieren und dem Arrangieren zu.
Neben seiner Tätigkeit als Musikpädagoge komponierte und arrangierte Reimann Bühnenmusiken (darunter die Oper Marie und Robert), Musicals, Singspiele, Kammermusik und Musik für den Unterricht. Für das Jubiläum „200 Jahre Kanton Aargau“ komponierte er die Oper Jour de gloire, die im Oktober 2003 im Kultur- und Kongresszentrum Bärenmatte in Suhr uraufgeführt wurde. Sein für die Aargauer Bläsersolisten geschriebenes Werk Terra Nova wurde auch in China aufgeführt.
Viele seiner für die Musikschule Brugg geschriebenen Kompositionen werden bis heute an vielen Musikschulen in der Schweiz gespielt. Speziell zu erwähnen sind zum Beispiel die Bremer Stadtmusikanten von und mit Jörg Schneider und die Instrumentenvorführung Ascoltare. Ausserdem komponierte er Kinderlieder zu Texten von Susanne Baer, die im Baeschlin Verlag veröffentlicht wurden.